# MTCP1
MTCP1 (англ. Mature T-cell proliferation 1) – білок, який кодується однойменним геном, розташованим у людей на X-хромосомі. Довжина поліпептидного ланцюга білка становить 107 амінокислот, а молекулярна маса — 12 600.
| 10         |  | 20         |  | 30         |  | 40         |  | 50         |
| ---------- |  | ---------- |  | ---------- |  | ---------- |  | ---------- |
| MAGEDVGAPP |  | DHLWVHQEGI |  | YRDEYQRTWV |  | AVVEEETSFL |  | RARVQQIQVP |
| LGDAARPSHL |  | LTSQLPLMWQ |  | LYPEERYMDN |  | NSRLWQIQHH |  | LMVRGVQELL |
| LKLLPDD    |  |            |  |            |  |            |  |            |

A: Аланін

D: Аспарагінова кислота

E: Глутамінова кислота

F: Фенілаланін

G: Гліцин

H: Гістидин

I: Ізолейцин

K: Лізин

L: Лейцин

M: Метіонін

N: Аспарагін

P: Пролін

Q: Глутамін

R: Аргінін

S: Серин

T: Треонін

V: Валін

W: Триптофан

Задіяний у такому біологічному процесі, як альтернативний сплайсинг. 